# Relaciones Catar-Guatemala
Las relaciones Guatemala-Catar son las relaciones internacionales entre Catar y Guatemala. Los dos países establecieron relaciones diplomáticas el 27 de febrero de 2007.

## Relaciones diplomáticas
Guatemala y Catar entablaron relaciones diplomáticas el 27 de febrero de 2007. Anteriormente, ambos países mantienen embajadores concurrentes desde Nueva York, posteriormente Catar nombró a la Embajada de Catar en El Salvador como concurrente para Guatemala, también Guatemala nombró a la Embajada de Guatemala en Reino Unido como concurrente para Catar. Guatemala abrirá su embajada residente en Catar en 2021.